# Papatoetoe
 Papatoetoe  é um subúrbio em Auckland, Nova Zelândia. Um dos maiores subúrbios da área comumente conhecida como South Auckland, está localizado a noroeste de Manukau Central e 18 km a sudeste de Auckland CBD.
Papatoetoe é um nome maoris, que pode ser vagamente traduzido como "área ondulante onde o toetoe é a característica predominante",  tornando-se o nome da "Pena do Príncipe de Gales" (ou toetoe / toi toi), que cresceu abundantemente em as partes pantanosas da região. Devido a alguma confusão sobre a ortografia, a área era conhecida como Papatoitoi por muitos anos.